# Шуя (Окуловский район)
Шу́я — деревня в Окуловском районе Новгородской области, входит в состав Угловского городского поселения.

## География
Деревня находится в центральной части Новгородской области, на расстоянии приблизительно 15 км (по прямой) к юго-востоку от города Окуловка, административного центра района.

### Часовой пояс
Деревня Шуя, как и вся Новгородская область, находится в часовой зоне МСК (московское время). Смещение применяемого времени относительно UTC составляет +3:00.

## История
Во второй половине XIX века была обозначена на «карте Шуберта» как поселение с 42 дворами. В 1911 году в деревне Боровичского уезда Новгородской губернии было учтено 46 дворов, проживал 341 человек.

## Население
| 2010 | 2011 |
| ---- | ---- |
| 32   | ↗49  |

### Национальный состав
Согласно результатам переписи 2002 года, в национальной структуре населения русские составляли 100 % из 54 чел.